# خلیل طه
خلیل طه (انگلیسی: Khalil Taha؛ زادهٔ ۵ ژوئن ۱۹۳۲) کشتی‌گیر اهل لبنان بود.
از افتخارات وی میتوان به کسب مدال برنز کشتی فرنگی در بازی‌های المپیک تابستانی ۱۹۵۲ اشاره کرد.